# Restaurang Trädgårn

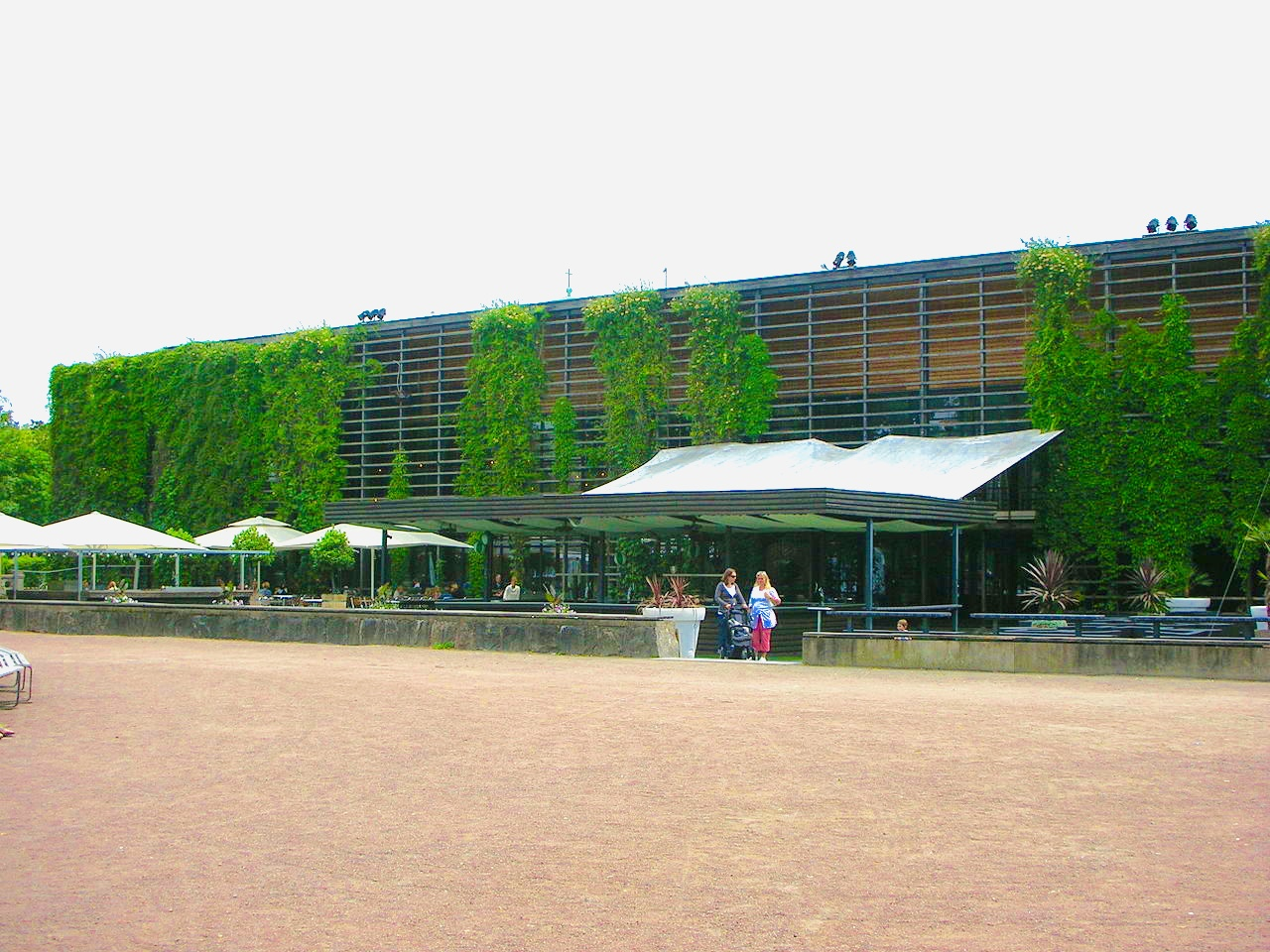
Restaurang Trädgår'n sedd inifrån Trädgårdsföreningens park.

Den ursprungliga restaurangen.

Restaurang Trädgårn eller Trädgår'n är en restaurang som ligger i Trädgårdsföreningen vid Nya Allén i Göteborg. Det första caféet på denna plats öppnades på våren 1858 och var ritad av arkitekten Adolf W. Edelsvärd. Det fanns bara manlig betjäning och punsch som enda spritdryck. Schweizeri kallades det då, även "Cafépavillon med tre Verandor ". Den byggdes om och flera tillbyggnader gjordes under åren. Den beskrevs 1870 vara byggd "... i en lätt, fantastisk morisk stil, der förfriskningar hållits allmänheten tillhanda. När härtill kommit att man på aftnarne bjudits på musik, af olika musikkårer, för hvilken en paviljong blifvit i sednare tid uppförd, så är det ej att undra öfver att den vackra anläggningen under somrarne är mycket besökt."
Behovet av en modern restaurang i Göteborg växte och 1885 beslutade föreningen uppföra en sådan för 75 000 kronor. Den 14 april 1887 öppnades restaurangen - ritad av arkitekten Adrian C. Peterson - tillsammans med en konsertsal. År 1892 gjordes en större tillbyggnad av ena flygeln och 1899 kopplades elektriskt ljus in. Genom en ombyggnad 1922 för 374 000 kronor, utvidgades restaurangen och 80 000 kronor investerades 1938 i förbättringar.
Den 11 november 1965 brann restaurangen ned. Men fyra år senare på Valborgsmässoafton 1969 invigdes en ny restaurang med dansgolv och cabaréscen på samma plats.
Många av Sveriges mest namnkunniga artister har framträtt på denna scen, bland andra Nationalteatern, Helt Apropå, Magnus och Brasse, Anita Lindblom, Bosse Parnevik, Lars Berghagen, Bernt Dahlbäck, Lill-Babs och Charlie Norman men även internationella namn och band som till exempel Dimmu Borgir, Alice Cooper, Ace Frehley, Seaside Heights och Brandy.
En av Trädgår'ns största publikframgångar var Kabaré Kumlin 1987 med After Shave och Anders Eriksson.
Natten till den 8 juli 1994 brann även denna restaurang ner till grunden. En ny byggnad skulle uppföras och byggherre blev Göran Arvidsson på Higab gruppen, och arkitektbyrån Studio Grön med arkitekterna Fredrik Lund, Martin Forsby, Henriette Michaelsen och Mika Määttä fick då uppdraget att rita en helt ny restaurang. Den 23 maj 1998 återinvigdes Trädgår'n. Idag är det förutom restaurang också konsertscen och nattklubb.
Byggnaden blev nominerad till SAR:s Kasper Salinpris 1998, till Mies van der Rohe-priset 1998, och som årets bygge 1998 och mottagare av SAR Väst Arkitektur pris 1999.